# Gare d’Épanvilliers
Gare d'Épanvilliers – stacja kolejowa w Blanzay, w departamencie Vienne, w regionie Nowa Akwitania, we Francji. Jest zarządzana przez SNCF (budynek dworca) i przez RFF (infrastruktura). 
Stacja jest obsługiwana przez pociągi TER Poitou-Charentes. 

## Położenie
Znajduje się na linii Paryż – Bordeaux, w km 378,959, między stacjami Anché - Voulon i Saint-Saviol

## Historia
Stacja została otwarta 28 lipca 1853.

## Linie kolejowe
- Paryż – Bordeaux